# 皮埃爾·奧杰觀測站
皮埃爾·奧杰觀測站（Pierre Auger Observatory）是阿根廷的國際宇宙射線觀測站，旨在探測超高能量宇宙射線：以接近光速行進且每個能量超過1018 eV的亞原子粒子。在地球大氣層中，這些粒子與空氣核相互作用並產生各種其他粒子。這些效應粒子可以被檢測和測量。但由於這些高能量粒子的估計到達率僅為每平方公里1個（每100年），皮埃爾·奧杰觀測站創建了一個3,000平方公里（1,200平方英里）的探測區域—相當於羅德島或盧森堡面積——以便記錄大量此類事件。
皮埃爾·奧杰觀測站位於阿根廷門多薩省西部，靠近安第斯山脈。皮埃爾·奧杰觀測站於2000年開始建造，自2005年以來一直在獲取數據，並於2008年正式竣工。北站原定位於美國科羅拉多州東南部，由水切倫科夫探測器和螢光望遠鏡組成，覆蓋面積為10,370平方公里，比皮埃爾·奧杰觀測站大3.3倍。
皮埃爾·奧杰觀測站以法國物理學家皮埃爾·維克多·奧杰（Pierre Victor Auger）命名，由吉姆·克羅寧和艾倫·沃森於1992年提出。如今，來自全球近100個機構的500多名物理學家正在合作維護和升級位於阿根廷的站點，並收集和分析測量數據。